# Brochów (gmina)
Brochów (do końca 1995 gmina Tułowice) – gmina wiejska w województwie mazowieckim, w powiecie sochaczewskim. W latach 1975–1998 gmina położona była w województwie warszawskim.
Siedziba gminy to Brochów.
Do końca 1995 roku gmina nazywała się gmina Tułowice z siedzibą w Tułowicach. 1 stycznia 1996 zmieniono nazwę na gminę Brochów, pozostawiając jednak Tułowice jako siedzibę do 30 grudnia 1999.
Według danych z 30 czerwca 2004 gminę zamieszkiwały 4234 osoby.

## Struktura powierzchni
Według danych z 2002 gmina Brochów ma obszar 116,76 km², w tym:
- użytki rolne: 53%
- użytki leśne: 38%

Gmina stanowi 15,97% powierzchni powiatu.

## Demografia

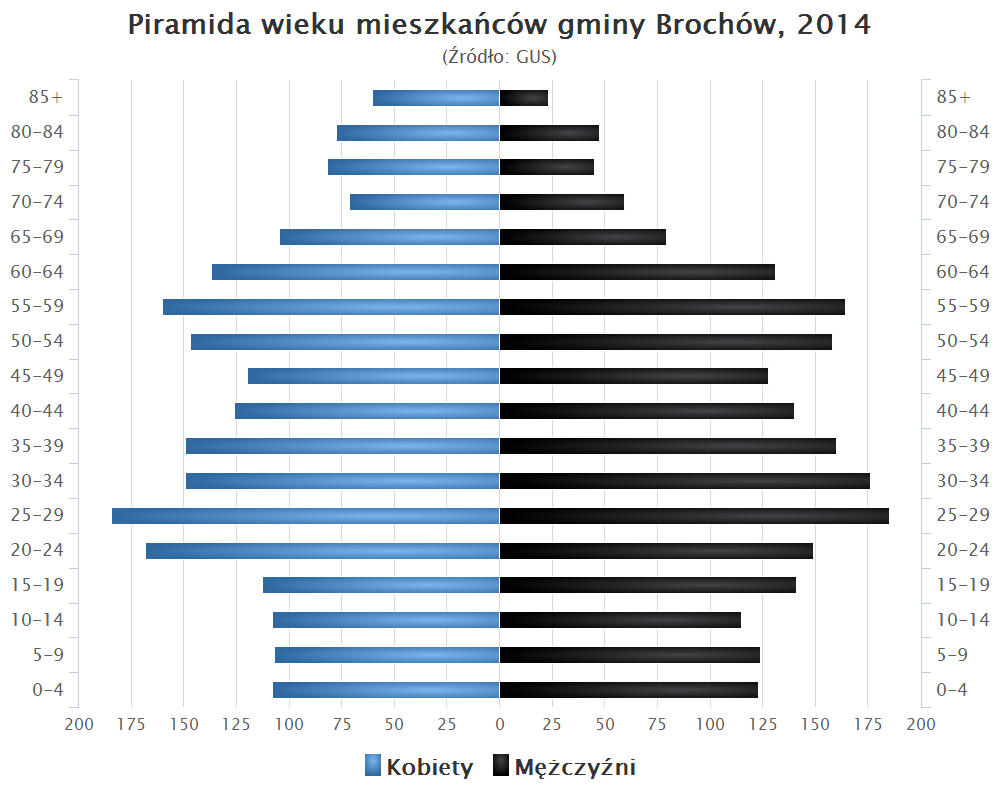
Piramida wieku mieszkańców gminy Brochów w 2014 roku

Dane z 30 czerwca 2004:
| Wyszczególnienie                  | Ogółem | Ogółem | Kobiety | Kobiety | Mężczyźni | Mężczyźni |
| Wyszczególnienie                  | osób   | %      | osób    | %       | osób      | %         |
| --------------------------------- | ------ | ------ | ------- | ------- | --------- | --------- |
| Populacja                         | 4234   | 100    | 2117    | 50      | 2117      | 50        |
| Gęstość zaludnienia (mieszk./km²) | 36,3   | 36,3   | 18,1    | 18,1    | 18,1      | 18,1      |

## Transport
Obszar gminy obsługuje PKS Grodzisk Mazowiecki oraz Zakład Komunikacji Miejskiej w Sochaczewie. Linie ZKM Sochaczew (2 oraz 5) obsługują miejscowości Brochów, Konary oraz Plecewice umożliwiając mieszkańcom dojazd do miasta Sochaczew.

## Atrakcje turystyczne
- XVI-wieczny unikatowy kościół obronny w Brochowie
- kolej wąskotorowa: Sochaczewska Kolej Muzealna, kursująca obecnie na odcinku Sochaczew – Wilcze Tułowskie
- dwór i miejsca pamięci w Tułowicach
- miejsca związane z Bitwą nad Bzurą, m.in. w Brochowie, Tułowicach i Janowie
- miejsca pamięci i pomniki przyrody w Śladowie
- możliwość wędrówek po Puszczy Kampinoskiej
- rzeka Bzura i kanał-rzeka Łasica

## Sport
- Tajfun Brochów

## Sołectwa
Andrzejów-Brochocin, Bieliny-Sianno, Brochów, Brochów-Kolonia-Malanowo, Famułki Brochowskie, Famułki Królewskie, Górki-Hilarów, Janów, Konary, Kromnów-Gorzewnica, Lasocin, Łasice, Miszory, Nowa Wieś-Śladów, Olszowiec, Piaski Duchowne-Piaski Królewskie, Plecewice, Przęsławice, Śladów, Tułowice, Wilcze Tułowskie-Wilcze Śladowskie, Wólka Smolana.
Miejscowości bez statusu sołectwa: Famułki Łazowskie, Władysławów.

## Sąsiednie gminy
Czerwińsk nad Wisłą, Kampinos, Leoncin, Młodzieszyn, Sochaczew, Sochaczew, Wyszogród